# Waftoèga
Waftoèga, également orthographié Waftoega, est un village du département et la commune urbaine de Kaya, situé dans la province du Sanmatenga et la région du Centre-Nord au Burkina Faso.

## Géographie

### Démographie
- En 2006, le village comptait 670 habitants recensés[1].

## Éducation et santé
Les centres de soins les plus proches de Waftoèga sont les centres de santé et de promotion sociale (CSPS) des secteurs de Kaya et son centre hospitalier régional (CHR).
Waftoèga possède un centre d'alphabétisation.